# Podagrion splendens
Podagrion splendens is een vliesvleugelig insect uit de familie Torymidae. De wetenschappelijke naam is voor het eerst geldig gepubliceerd in 1811 door Spinola.